# ليام بينيت
ليام بينيت (بالإنجليزية: Liam Bennett)‏ هو لاعب قذف أيرلندي، ولد في 1950، وتوفي في 2006.